# Comitatul De Baca, New Mexico
Comitatul De Baca (în engleză De Baca County) este unul din cele 34 de comitate din statul New Mexico, Statele Unite ale Americii.
Conform datelor culese de recensământul Statelor Unite din 2010 Census, populația fusese de 2,022 de locuitori,  făcându-l cel de-al doilea slab populat comitat din statul New Mexico. Sediul său este în localitatea Fort Sumner.  Comitatul a fost denumit după Ezequiel Cabeza De Baca, cel de-al doilea guvernator ales al statului. 

## Demografie
|  | Graficele sunt indisponibile din cauza unor probleme tehnice. Mai multe informații se găsesc la Phabricator și la wiki-ul MediaWiki. |

Date: Wikidata - grafică realizată de Wikipedia

## Localități

### Sate
- Fort Sumner (sediul comitatului)

### Localități desemnate pentru recensământ (Census-designated place)
- Lake Sumner

### Comunități neîncorporate
- Agudo
- Buchanon
- Canton
- Cardenas
- Dunlap
- Evanola
- Ingleville
- La Lande
- Largo
- Ricardo
- Taiban
- Tolar
- Yeso